# Källtjärnen, Hälsingland
Källtjärnen är en sjö i Ovanåkers kommun i Hälsingland och ingår i Ljusnans huvudavrinningsområde. Sjön har en area på 0,0587 kvadratkilometer och ligger 250,3 meter över havet.

## Delavrinningsområde
Källtjärnen ingår i det delavrinningsområde (678818-150048) som SMHI kallar för Utloppet av Mållången. Medelhöjden är 271 meter över havet och ytan är 109,23 kvadratkilometer. Räknas de 35 avrinningsområdena uppströms in blir den ackumulerade arean 338,29 kvadratkilometer. Frösteboån som avvattnar avrinningsområdet har biflödesordning 3, vilket innebär att vattnet flödar genom totalt 3 vattendrag innan det når havet efter 95 kilometer. Avrinningsområdet består mestadels av skog (74 procent). Avrinningsområdet har 17,99 kvadratkilometer vattenytor vilket ger det en sjöprocent på 16,5 procent.